# Bonne chance, Charlie
Bonne chance, Charlie est un film français réalisé par Jean-Louis Richard, sorti en 1962.

## Fiche technique
- Titre : Bonne chance, Charlie
- Autre titre : De la poudre et des balles
- Réalisation : Jean-Louis Richard
- Scénario et dialogues : Jean-Louis Richard et Jacques Houbart
- Directeur de production : Jean Mottet
- Photographie : Michel Kelber
- Musique : Edgar Bischoff
- Sociétés de production : Belmont Films
- Format : Noir et blanc - 2,35:1 -  35 mm - son   Mono
- Pays d'origine :  France
- Durée : 90 minutes
- Date de sortie : 11 juillet 1962

## Distribution
- Eddie Constantine : Charlie
- Albert Préjean : Cardin
- Carla Marlier : Florence
- Robert Moor : Berthier
- Claude Vernier : Muller
- Yvon Lec : Henrioud